# Luftreinigungsturm Xi’an
Der Luftreinigungsturm Xi’an (chinesisch 大型太阳能城市空气清洁综合系统, kurz HSALSCS, deutsch: Großes solares städtisches Luftreinigungssystem; umgangssprachlich chinesisch 霾塔, deutsch: „Dunstturm“) ist eine experimentelle Luftreinigungsanlage in Xi’an, China. Sie wurde im Januar 2018 in Betrieb genommen.

## Aufbau und Funktion
Die Anlage besteht aus einem rund 100 Meter hohen Turm, der von einer Glasfläche in der Größe eines halben Fußballfeldes umgeben ist (etwa 0,5 Hektar). Sie funktioniert ähnlich einem Aufwindkraftwerk: Die Luft wird unter der Glasfläche wie in einem Treibhaus erwärmt und steigt durch die Konvektion in dem Turm auf. Dabei passiert sie mehrere Filter, bevor sie oben gereinigt wieder ausströmt. Nach Angaben des Betreibers werden so täglich über 10 Millionen Kubikmeter Luft gereinigt. In einer Umgebung von etwa 10 Quadratkilometern sei eine Reduzierung der Feinstaubkonzentration um bis zu 15 % nachgewiesen worden.
Eine derartige Anlage wird als End-of-pipe-Technologie klassifiziert.